# Boschia grandiflora
Boschia grandiflora är en malvaväxtart som beskrevs av Maxwell Tylden Masters. Boschia grandiflora ingår i släktet Boschia och familjen malvaväxter. Inga underarter finns listade i Catalogue of Life.